# Sistema de prevención de salida de la pista
El Sistema de prevención de salida de la pista (en inglés: Runway Outrun Prevention System) es un sistema de vuelo utilizado en casi todas las aeronaves de Airbus denominadas A3XX. El sistema fue desarrollado para advertir a los pilotos del riesgo o cuando están llegando al límite de la pista ya sea en el despegue o en el aterrizaje.
Airbus probó el sistema por primera vez en el aeropuerto de Rovaniemi, Finlandia, en el  2016.